# Pečeňady
Pečeňady (Hongaars:Besenyőpetőfalva) is een Slowaakse gemeente in de regio Trnava, en maakt deel uit van het district Piešťany.
Pečeňady telt 477 inwoners.